# Jin-dynastie (1115-1234)
De Jin-dynastie (1115-1234), ook bekend onder de naam Jurchen dynastie, werd opgericht door Wanyan Aguda van de Jurchen, de voorouders van de Mantsjoe die ongeveer 500 jaar later de Qing-dynastie oprichtten. De naam wordt soms gespeld als Jinn om onderscheid te maken tussen deze dynastie en een vroegere Chinese Jin-dynastie (265-420), waarvan de naam in het Latijnse schrift op dezelfde manier wordt gespeld.
De dynastie ontstond in 1115 in het noorden van Mantsjoerije. In 1125 werd de Liao-dynastie van de Kitan verslagen, die tot dan toe enkele eeuwen de macht over Mantsjoerije in handen had. Hierna breidde de Jin de macht uit naar het noorden van China. Op 9 januari 1127 plunderde het Jin-leger Kaifeng, hoofdstad van de Noordelijke Song-dynastie, waarbij keizer Qinzong en diens vader, Huizong, in paniek troonsafstand deden bij het zien van de Jin-strijdmacht. Na de val van Kaifeng vochten Song-troepen onder leiding van de Zuidelijke Song-dynastie nog tien jaar lang tegen de Jin-legers. Uiteindelijk werd in 1141 een vredesverdrag gesloten, waarbij geheel Noord-China in 1142 werd afgestaan aan de Jin, in ruil voor vrede.
Nadat Noord-China was overgenomen, verplaatste de Jin de hoofdstad Huining Fu in het noorden van Mantsjoerije (het tegenwoordige Harbin) naar Zhongdu (het tegenwoordige Peking). Vanaf het begin van de 13e eeuw werd de druk vanwege de Mongolen in het noorden voelbaar. In 1214 verhuisde de Jin-dynastie de hoofdstad naar Kaifeng (de oude hoofdstad van de Song) om de Mongolen te ontlopen, maar de troepen van het Mongoolse rijk onder leiding van Ögedei Khan, derde zoon van Dzjengis Khan, versloegen samen met hun bondgenoten in de Zuidelijke Song-dynastie de Jin in 1234.
Xia · Shang · Zhou · Qin · Han · Drie Koninkrijken · Jin · Zuidelijke Dynastieën · Noordelijke Dynastieën · Sui · Tang · Vijf Dynastieën · Jin (Jurchen) · Song · Yuan · Ming · Qing